# 落希一郎
落 希一郎（おち きいちろう、1948年1月1日 - ）は、日本のワイン醸造家・篤農家。北海道余市郡余市町の株式会社OcciGabi Winery（オチガビワイナリー）専務取締役。農林漁業成長産業化支援機構（A-FIVE）の全国第1号投資会社。

## 人物
1948年、鹿児島県、現在の薩摩川内市出身。1965年、岩見沢東高校を卒業。1970年、東京外国語大学外国語学部英米科を中退。1976年、LVWO Weinsberg（西ドイツ国立ワイン学校）を卒業。叔父（嶌村彰禧）が経営する「北海道ワイン」でワイナリー事業に従事。1988年、長野（サンクゼール）にてワイン事業に従事。1992年「カーブドッチ」欧州ぶどう栽培研究所を設立（代表取締役）、2011年には国から北海道初の「ワイン特区」に認定された余市町で、2012年「Occigabi Winery」オチガビワイナリーを設立（専務取締役）。2013年9月、 農林漁業成長産業化支援機構の全国第1号投資会社になる。

## 出演番組
- 新婚さんいらっしゃい! （2017年1月29日）
- 日経スペシャル カンブリア宮殿 大量生産、効率至上主義の日本式に未来はない！ ワイン業界の異端児が語る、 「大きくなることに価値はない。これが日本を幸せにする経営だ！」（2011年12月1日、テレビ東京）[5]

## 著書
- 『僕がワイナリーをつくった理由』（2009年6月19日、ダイヤモンド社）ISBN 978-4478004234